# Distretto della Glâne
Il distretto della Glâne è un distretto del Canton Friburgo, in Svizzera. Confina con i distretti di Broye a nord-est, di Sarine a est, di Gruyère a sud-est e di Veveyse a sud e con il Canton Vaud (distretti di Oron a ovest, di Moudon a nord-ovest e di Payerne a nord). Il capoluogo è Romont.

## Comuni
Amministrativamente è diviso in 18 comuni:
- Auboranges
- Billens-Hennens
- Chapelle
- Châtonnaye
- Ecublens
- Grangettes
- Le Châtelard
- Massonnens
- Mézières
- Montet
- Romont
- Rue
- Siviriez
- Torny
- Ursy
- Villaz
- Villorsonnens
- Vuisternens-devant-Romont

### Fusioni
- 1848: Middes, Torny-Pittet → Middes
- 1866: Chavannes-sous-Orsonnens, Granges-la-Battiaz → Chavannes-sous-Orsonnens
- 1868: Arruffens, Romont → Romont
- 1969: Ecublens, Eschiens, Villangeaux → Ecublens
- 1973: Macconnens, Villarimboud → Villarimboud
- 1978: Fuyens, Villaz-Saint-Pierre → Villaz-Saint-Pierre
- 1978: Le Saulgy, Siviriez, Villaranon → Siviriez
- 1981: Les Glânes, Romont → Romont
- 1991: Morlens, Vuarmarens → Vuarmarens
- 1993: Blessens, Rue → Rue
- 1998: Billens, Hennens → Billens-Hennens
- 2001: Bionnens, Mossel, Vauderens, Ursy → Ursy
- 2001: Chavannes-sous-Orsonnens, Orsonnens, Villargiroud, Villarsiviriaux → Villorsonnens
- 2001: Gillarens, Promasens, Rue → Rue
- 2003: Estévenens, La Joux, La Magne, Les Ecasseys, Lieffrens, Sommentier, Villariaz, Vuisternens-devant-Romont → Vuisternens-devant-Romont
- 2004: Berlens, Mézières → Mézières
- 2004: Chavannes-les-Forts, Prez-vers-Siviriez, Siviriez, Villaraboud → Siviriez
- 2004: La Neirigue, Vuisternens-devant-Romont → Vuisternens-devant-Romont
- 2004: Middes, Torny-le-Grand → Torny
- 2005: Lussy, Villarimboud → La Folliaz
- 2006: Esmonts, Vuarmarens → Vuarmarens
- 2012: Ursy, Vuarmarens → Ursy
- 2020: La Folliaz, Villaz-Saint-Pierre → Villaz